# Alraune (film)
Pour les articles homonymes, voir Alraune et Alraune (homonymie).
Pour plus de détails, voir Fiche technique et Distribution.
Alraune est un film muet de science-fiction horrifique hongrois réalisé par Michael Curtiz et Edmund Fritz (en), sorti en 1918 et mettant en vedette Géza Erdélyi. Le scénario du film est basé sur le roman Mandragore (Alraune) du romancier allemand Hanns Heinz Ewers, publié en 1911.
On sait peu de choses sur ce film, présumé perdu. Alraune est un mot allemand dont la traduction française est mandragore.

## Synopsis
L'intrigue est une variation de la légende originale d'Alraune, dans laquelle un scientifique fou crée un enfant magnifique — mais démoniaque — à partir de l'union forcée entre une femme et une racine de mandragore nourrie par le sang d'un pendu.

## Distribution
- Gyula Gál : Professor Brinken
- Rózsi Szöllösi : Alraune
- Kálmán Körmendy : Frank Braun
- Böske Malatinszky : Alma Raune, mère d'Alraune
- Géza Erdélyi : Farkas Gontran
- Andor Kardos : Sebestyén Gontran, conseiller juridique
- András Kruppka :  Instructor Petersen (comme Andor K. Kovács)
- Károly Árnyai : Manesse attorney
- Margit Lux
- Violetta Szlatényi
- Jenő Törzs
- Viktor Daniel
- Boleszlav Szobierszki

## Récompenses et distinctions
- (en) Alraune: Awards, sur l'Internet Movie Database